# (357) Ninina

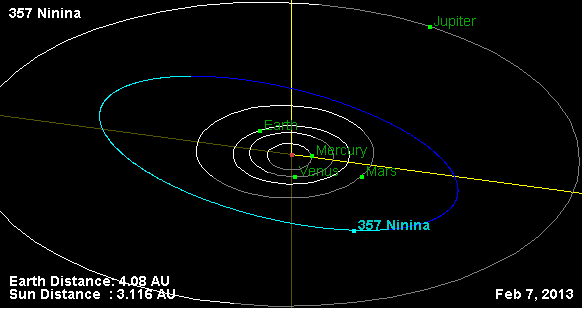
Położenie planetoidy Ninina w kosmosie

(357) Ninina – planetoida z pasa głównego asteroid okrążająca Słońce w ciągu 5 lat i 220 dni w średniej odległości 3,15 j.a. Została odkryta 11 lutego 1893 roku w Observatoire de Nice w Nicei przez Auguste Charloisa. Pochodzenie nazwy planetoidy nie jest znane. Przed jej nadaniem planetoida nosiła oznaczenie tymczasowe (357) 1893 J.